# Hesperochernes laurae
Espèce
Hesperochernes laurae est une espèce de pseudoscorpions de la famille des Chernetidae.

## Distribution
Cette espèce est endémique de Californie aux États-Unis.

## Habitat
Elle se rencontre dans le nid de Vespa sp..

## Description
Le mâle holotype mesure 2,2 mm et la femelle paratype 2,6 mm.

## Étymologie
Cette espèce est nommée en l'honneur de Laura Anne Chamberlin.

## Publication originale
- Chamberlin, 1924 : Hesperochernes laurae, a new species of false scorpion from California inhabiting the nest of Vespa. Pan-Pacific Entomologist, vol. 1, p. 89-92 (texte intégral).